# Сельский голова
Се́льский голова́ (укр. Сільськи́й голова́) — главное должностное лицо территориального общества соответственно села на Украине.
Он избирается соответствующим территориальным обществом на основе общего, равного, прямого избирательного права путём тайного голосования в порядке, определенного законом, и осуществляет свои полномочия на постоянной основе. Срок полномочий сельского головы, избранного на очередных сельских выборах, определяется Конституцией Украины (сроком на четыре года).